# Кхан, Рахимат Чхоте
Чхоте Рахимат Кхан (англ. Chhote Rahimat Khan, Рахимат Кхан Младший; род. 4 июля 1959 года, Дхарвад, Индия) — индийский исполнитель на ситаре, старший брат музыканта устада Рафика Кхана.

## Биография
Принадлежит к седьмому поколению музыкантов из Дхарвада. Проходил обучение с десятилетнего возраста у своего отца, известного исполнителя на ситаре профессора Абдул Карим Кхана. Рахимат Кхан не только музыкант-исполнитель, но и композитор, сочиняющий музыку к фильмам. Он написал музыку к фильму «Vadhachakra» (первый фильм на языке маратхи, снятый в Гоа) в 1992 году, в 1994 году — к телефильму «Тулси» (на языке конкани), а также музыкальное сопровождение к пьесе Калидасы «Признанная по кольцу Шакунтала» в постановке профессора Kamalakar Sonatakke, с успехом прошедшей в 2005 году. Постоянный исполнитель AIR Dharwad и AIR Panaji в Гоа. Музыкант является руководителем факультета ситара в Kala Academy в Гоа в течение уже многих лет. Он выступал с публичными концертами на многочисленных фестивалях как в Азии, так и в Европе (в Великобритании, Португалии, Китае, Франции, Финляндии, Малайзии, Маврикии, Макао и Сингапуре). В октябре 2015 года впервые выступил в России с сольным концертом в рамках Международного фестиваля «Ситар в Петербурге».

## Достижения
- Диплом второй степени на конкурсе All India Radio Music, состоявшемся в Дхарваде в 1978 году (в возрасте 19 лет).
- Первая премия в предварительном и заключительном туре конкурса Yuva Sangeet Nrithya Mahotsav, организованного South Central Zone Cultural Centre в Нагпуре в октябре 1987 года.

## Особенности творчества
Исполняет музыку стиля гайяки анг, который пытается подражать человеческому голосу, соединяя его со стилем тантакари анг, характерным для исполнителей на инструменте рудра-вина.

## Избранная дискография
- Hameed Khan & Chhote Rahimat Khan. La Tradition Du Khyal Au Sitar 1. Gwalior Gharana. Makar. MAKCD010. 1995[3].
- Raga Shree Raga Alhalya Bilawal. Darshan Entreprises.
- Raga Bhairavi. Chhote Rahimat Khan. Makar. MAKCD 026. 1995[4].
- Chhote Rahimat Khan. Лотос (композиции музыканта, основанные на рагах Кхамадж, Бхайрав, Патдип, Шри, Пахади, Бхупали, Кедар и Мишра Пилу). Manzilmusic[5].